# Holcojoppa mactator
Holcojoppa mactator är en stekelart som först beskrevs av Tosquinet 1889.  Holcojoppa mactator ingår i släktet Holcojoppa och familjen brokparasitsteklar. Inga underarter finns listade i Catalogue of Life.